# اوگو اسکونوچینی
اوگو اسکونوچینی (انگلیسی: Hugo Sconochini؛ زادهٔ ۱۰ آوریل ۱۹۷۱) بازیکن بسکتبال اهل آرژانتین بود.
از باشگاه‌هایی که در آن بازی کرده‌است می‌توان به المپیا میلان، ویرتوس رم، و باشگاه بسکتبال پاناتینایکوس اشاره کرد.
وی در مسابقات کشوری و بین‌المللی در مجموع برندهٔ ۲ مدال طلا، ۱ مدال نقره، ۱ مدال برنز شده‌است.